# Donashano Malama
Donashano Malama (ur. 1 września 1991 w Chililabombwe) – zambijski piłkarz grający na pozycji środkowego obrońcy. Zawodnik klubu ZESCO United.

## Kariera klubowa
Swoją karierę piłkarską Malama rozpoczął w klubie Nkana FC. W sezonie 2011 zadebiutował w jego barwach w zambijskiej Premier League. W sezonie 2013 wywalczył z nim swój pierwszy tytuł mistrza Zambii w karierze. Na początku 2018 roku przeszedł do marokańskiego Olympique Khouribga. W pierwszej połowie 2019 grał w Chippa United FC, a w sezonie 2019/2020 występował w Black Leopards FC. W 2020 przeszedł do ZESCO United. W sezonie 2020/2021 został z nim mistrzem Zambii.

## Kariera reprezentacyjna
W reprezentacji Zambii Malama zadebiutował 28 kwietnia 2013 w wygranym 2:0 towarzyskim meczu z Zimbabwe. W 2015 roku został powołany do kadry na Puchar Narodów Afryki 2015. Wystąpił na nim w jednym meczu, z Republiką Zielonego Przylądka (0:0).